# Guerbigny
Guerbigny ist eine nordfranzösische Gemeinde mit 275 Einwohnern (Stand 1. Januar 2022) im Département Somme in der Region Hauts-de-France. Die Gemeinde liegt im Arrondissement Montdidier und gehört zum Kanton Roye.

## Geographie
Die Gemeinde liegt in der Landschaft Santerre rund 10,5 km westlich von Roye an beiden Ufern der Avre. Die Départementsstraße D329 von Rosières-en-Santerre nach Montdidier durchzieht die mit der Nachbargemeinde Warsy zusammengewachsene Gemeinde und kreuzt in deren nördlichem Teil die Départementsstraße D160.

## Geschichte
Die Gemeinde erhielt als Auszeichnung das Croix de guerre 1914–1918.

## Einwohner
| 1962 | 1968 | 1975 | 1982 | 1990 | 1999 | 2006 | 2010 |
| ---- | ---- | ---- | ---- | ---- | ---- | ---- | ---- |
| 289  | 265  | 256  | 232  | 233  | 233  | 261  | 263  |

## Verwaltung
Bürgermeister (maire) ist seit 2008 Alain Soufflet.	

## Sehenswürdigkeiten
- Die Kirche Saint-Pierre, seit 1919 als Monument historique klassifiziert (Base Mérimée PA00116170).